# Lasioglossum nigropolitum
Lasioglossum nigropolitum är en biart som först beskrevs av Cockerell 1929.  Lasioglossum nigropolitum ingår i släktet smalbin, och familjen vägbin. Inga underarter finns listade i Catalogue of Life.

## Bildgalleri

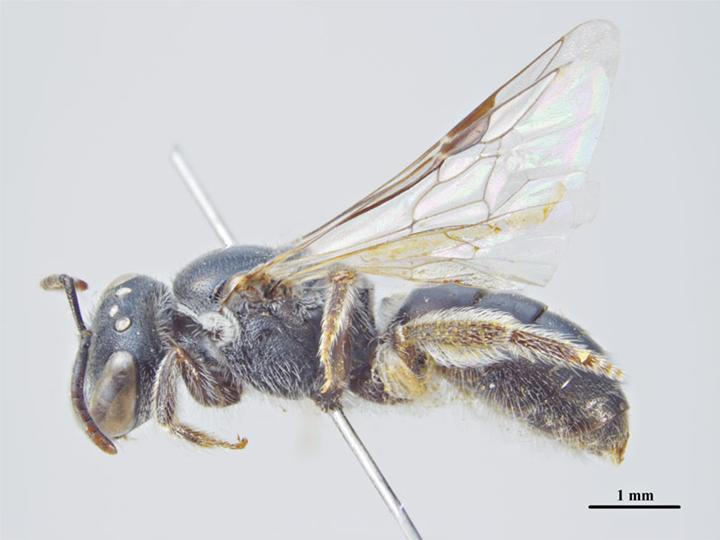